# Хайатсвилл
Хайатсвилл (англ.  Hyattsville ) — город в округе Принс-Джорджес в штате Мэриленд США.

## Описание
Находится в центральном Мэриленде. Северо-восточный жилой пригород Вашингтона, округ Колумбия, в верховье реки Анакостия. Основанный примерно во время Гражданской войны в США как Харт, он был переименован при его регистрации (1886 г.) в честь его основателя, Кристофера Кларка Хайатта. В 1892 году он стал первым сообществом, принявшим спорную систему единого налога для обеспечения государственных доходов, популяризированную экономистом Генри Джорджем; позже эта система была признана неконституционной. Исторический район города содержит здания, которые датируются периодом с 1870-х по 1930-е годы. Инкорпорирован как сити в 1886 году. Население в 2000 году — 14 733; в 2010 году — 17 557 жителей.

## Население
| 1990   | 2000    | 2010[…] | 2020    |
| ------ | ------- | ------- | ------- |
| 13 864 | ↗14 733 | ↗17 557 | ↗21 187 |